# The Complete Score
The Complete Score è un album dei Fugees pubblicato nel 2001, dopo lo scioglimento del gruppo, e contenente le tracce dell'album The Score più alcuni nuovi remix delle tracce, brani mai pubblicati e rarità.

## Tracce

### CD 1
1. Red Intro - 01:52
2. How many Mics - 04:29
3. Ready or not - 03:47
4. Zealots - 04:21
5. The Beast - 05:38
6. Fu-gee-la - 04:20
7. Family Business - 05:44
8. Killing me softly - 04:59
9. The Score - 05:02
10. The Mask - 04:51
11. Cowboys - 05:24
12. No Woman, no Cry - 04:33
13. Manifest - Outro - 06:00
14. Fu-gee-la (Refugee Camp Remix) - 04:24
15. Fu-gee-la (Sly & Robbie) Mix) - 05:28
16. Mista Mista - 02:43
17. Fu-gee-la (Refugee Camp Global Mix) (Bonus Track) - 04:20

### CD 2
1. Ready Or Not (Clark Kent-Django Remix) - 05:17
2. Nappy Heads (Mad Spider Mix) - 04:28
3. Dont't Cry Dry Your Eyes - 04:15
4. Vocab (Salaam's Remix) - 07:01
5. Ready Or Not (Salaam's Ready For The Show Remix) - 04:42
6. Killing Me Softly With This Song (Live At The Brixton Academy) - 02:42
7. No Woman No Cry (Remix With Steve Marley) - 05:28
8. Vocab (Refugees Hip Hop Remix) - 04:38